# 吉林永衡官银钱号
吉林永衡官钱局（也称“吉林永衡官银钱号”）是清末民初吉林省的省属官办地方发钞银行。

## 历史
清咸丰六年（1856年）在吉林省城税局内成立“吉林通济官钱局”。后几经停办。
光绪二十五年（1898年）七月二十三日，吉林将军延茂为抵制羌帖，制止私帖泛滥，解决地方通货（银铜圆）不足和财政困难，奏请“若许其行使羌帖，势必始于工，次渐及各城。暂用一时，流毒经久。微论权利，归之彼族，且使内地钱法操纵于外人，百姓习久而安，挽回殊属不易……莫若我先行设局，行使官帖……”，1898年4月以银3万两为准备金在省城创办“永衡官帖局”，发行大面值的“银元官帖”，面额为6600文、3300文、1300文、660文、330文共5种，折合银元壹圆、伍角、贰角、壹角、伍分。吉林500文为一吊。官帖指官府印制的纸币。
1900年，华俄道胜银行在长春设立分行，企图以发行羌帖控制吉林金融。1900年永衡官帖局开始发行制钱官帖，面额为壹吊、贰吊、叁吊、伍吊等4种。
1908年，吉林改设行省，吉林巡抚朱家宝在永衡官帖局内附设官钱局，增发拾吊、伍拾吊、壹佰吊3种官帖。这7种官帖，前5种因面额较小俗称“小帖”，后2种因面额较大俗称“大帖”或“整帖”。
1909年东三省总督徐世昌与吉林巡抚陈昭常妥善筹划，1909年八月“吉林永衡官贴局”和“吉林通济官钱局”合并改制为“吉林永衡官钱银号”，“专司汇兑款项，活泼金融，接济商民，兼代纳租税”。《永衡官银钱号章程》参照《大清银行章程》，结合吉林省金融现状和商务情形拟定，具有地方中央银行性质，发挥商业银行作用，已具有现代银行的性质。钱号的宗旨：统一“控制吉省钱法，省通货，实行法定币制，抵制外币，打击私帖……”设总办1人、会办2人、经理4人，分设行政、营业2部。隶行政4股：文书、稽核、司库、庶务；隶营业3股，营业、出纳、管业。在省内长春、滨江、延吉、珲春、宁安、扶余、依兰、磐石、伊通、德惠、桦甸、农安、长岭、密山、敦化等21县设立分号，在上海、天津、大连也设分号。共24处分号。
发行的纸币有：吉小洋票（也称永小洋或小执帖），面额有7种：一角、二角、五角、一元、五元、十元、五十元； 吉大洋票（也称永大洋或大执帖），面额有6种：五分、一角、五角、一元、五元、十元。吉哈大洋票有五分、一角、一元、五元、十元等6种。
永衡官银钱号在上海、天津、大连等处设立50余家分号或分理处，代理省库，经营一切存贷汇兑业务。此外经营附属产业：典当、粮食买卖加工、烧锅、杂货、印刷、电业等，“其大规模营业者几四十余家，者更不可以屈指计。”以永衡冠名的各类商号：永衡茂（钱庄及粮栈）、永衡长（钱庄及粮栈）、永衡合（钱庄及粮栈）、永衡兴、永衡昌（当铺）、永衡发、永衡泰（粮栈及当铺）、永衡源、永衡达、永衡裕（钱庄及粮栈）、永衡升、永衡成、永衡东、永衡厚、永衡德（当铺）、永衡和、永衡印书局等等……。光绪三十三年（1907年），候补同知悦明阿等招股集资 20万两，购得德国西门子发电机，创办了吉林第一家电灯厂 ——宝华电灯股份公司。宣统元年（1909年），宝华电灯股份公司被钱号收购经营。1915年11月25日 (农历十月十九)，永衡官银钱号垫款30万元为股本，成立吉林省采金局。张栩任局长，统管全省采金业。
1931年九一八事变爆发后的第二天，长春沦陷。日本关东军封闭了吉林永衡官银钱号长春分号。1931年9月29日，长春分号复业。1932年3月吉林永衡官钱银号、东三省官银号、黑龙江省官银号及边业银行合并入满洲中央银行。吉林永衡官贴500吊、吉大洋票130元、吉小洋票50元兑换满洲国币1元的兑换率收兑。

## 旧址
吉林永衡官银号旧址位于吉林市船营区西大街中段19号。据《永吉县志》载：“钱号占地千四百二十六方尺，房舍二百二十七间，行政营业兑换所均在内”。
吉林永衡官银钱号长春分号旧址，位于长春老城北大街与西四道街交汇西北（今长春市南关区大马路与西四道街交汇西北角：大马路1498号）。1908年设立，资本金50万吊（折合大洋16948圆），是长春第一家地方官办银行，也是长春规模最大的地方官办银行。除一般的金融业务外，长春分号主要以经营当铺生意为主，1915年在北大街开设了“永衡德当”的当铺，这也是长春第一家官办当铺。吉林永衡官银钱号长春分号办公楼被新成立的满洲中央银行总行占用，而满洲国财政部、交通部在成立初期也都曾设置于此。1934年，为了满足满洲国中央银行的经营需要，原吉林永衡官银钱号长春分号旧址拆除后重建了新的办公楼。新建的办公楼正面改为陶立克列式廊柱造型。1938年8月15日，满洲中央银行迁至大同广场的新址，旧址由满洲中央银行北大街分行使用。1950年被划归化学工业部长春橡胶八厂使用。1999年后，先后由欧亚鞋业有限公司、欧亚益民商厦、欧亚奥特莱斯购物中心使用。2002年7月8日长春市人民政府宣布“大马路伪满中央银行总行旧址”为长春市文物保护单位。